# Bostançı
Bostançı è un comune dell'Azerbaigian situato nel distretto di Xaçmaz. Conta una popolazione di 1 688 abitanti.